# Alfred Grazioli
Alfred Grazioli (* 1. November 1940 in Basel; † 12. April 2018 in Berlin) war ein Schweizer Architekt und Hochschullehrer.

## Leben
Alfred Grazioli absolvierte in Basel von 1957 bis 1961 eine Ausbildung als Bauzeichner. Von 1966 bis 1970 studierte er Architektur an der Hochschule für Gestaltung Ulm sowie an der École d’Architecture der Universität Genf (EAUG). Seit 1971 war er freischaffender Architekt in Basel sowie Berlin. Von 1975 bis 1994 führte er gemeinsam mit Peter Degen das Büro Argos Architektur+Entwicklungsplanung in Basel und Berlin. In Berlin betrieb er seit 2000 mit Wieka Muthesius das Architekturbüro Büro Grazioli Muthesius für Architektur und Städtebau mit Standorten in Berlin, Zürich und Rom. Er gehörte seit 1992 dem Bund Schweizer Architekten an.
Er lehrte von 1970 bis 1972 an der Eidgenössischen Technisch Hochschule EPFL in Lausanne und an der Ecole d’Architecture der Universität Genf (EAUG). Von 1972 bis 2007 war er Professor für Entwerfen und Stadtplanung an der Universität der Künste Berlin.
Alfred Grazioli starb im April 2018 im Alter von 77 Jahren. Trauerfeier und Beisetzung fanden am 4. Mai 2018 auf dem landeseigenen Friedhof Heerstraße in Berlin-Westend statt.

## Projekte und Bauten (Auszug)

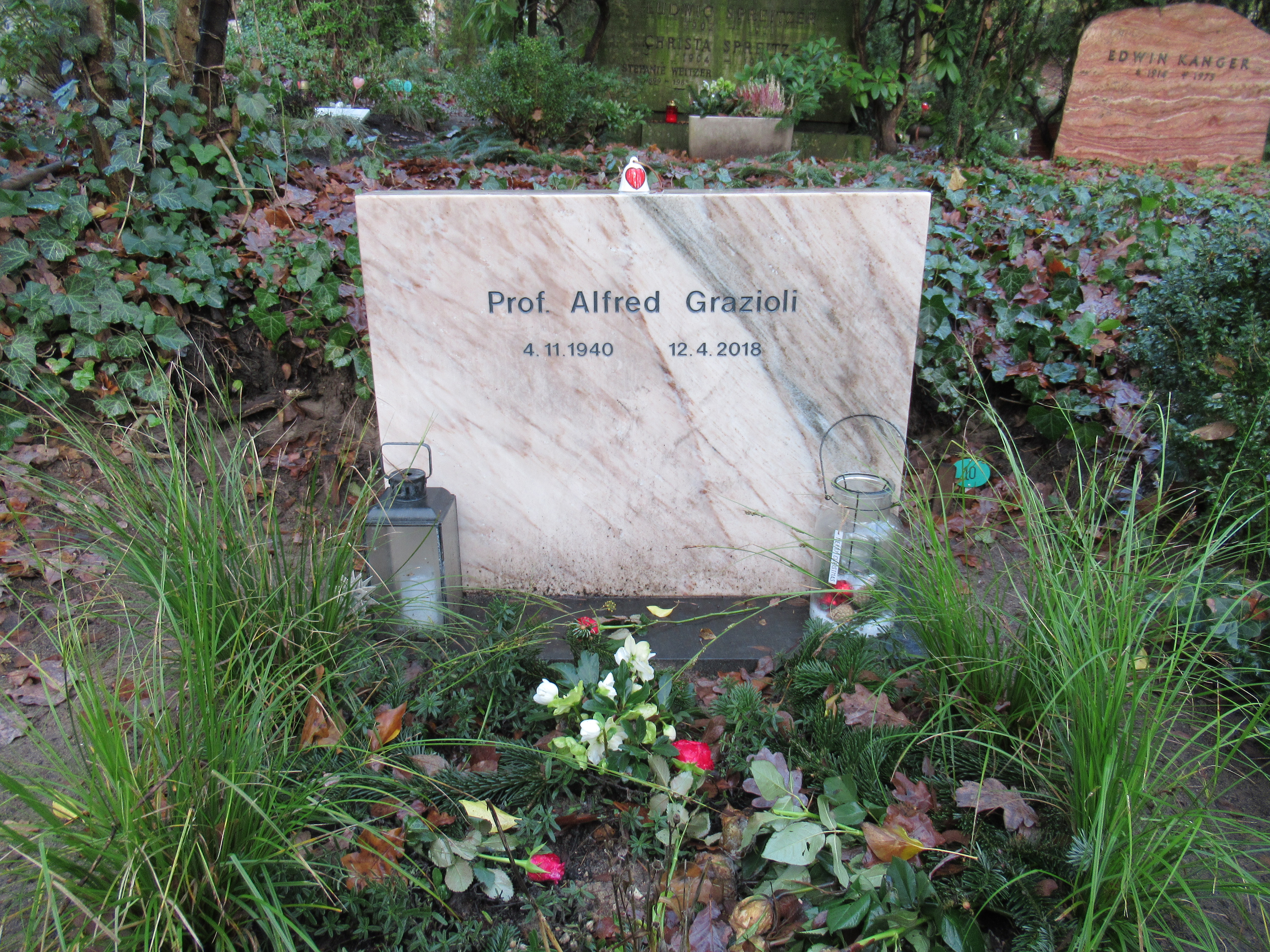
Alfred Graziolis Grabstein auf dem Friedhof Heerstraße in Berlin-Westend

- 1986: Mehrzweckhalle, Gemeindekanzlei, Saalbau, Gemeindewohnungen und Aussenanlagen im Gemeindezentrum Rickenbach (mit Peter Degen)[5]
- 1993–1994: Büro- und Wohnblock, Ahornstraße 20, Berlin-Steglitz[6]
- 1994–1996: Wohnanlage Jakobsohnstraße/Pistoriusstraße, Berlin-Weißensee[7]
- 1996–1997: Wohn- und Geschäftshaus Kollwitzstraße 70, Wörther Straße, Berlin-Prenzlauer Berg[8]
- 1997: Bürogebäude Helvetia Versicherungen, Filialdirektion Mannheim[9]
- 2000–2002: Ensemble Katzengraben 19 in Berlin-Köpenick
- 2002–2006: Erweiterung des Museum Rietberg (Villa Wesendonck) in Zürich zusammen mit Adolf Krischanitz[10]
- 2004–2007: Schloss-Arkaden Braunschweig (städtebauliche Kubatur und Fassaden)[11]